# Califonia
Califonia é a arte de entoar/cantar bem ou a propriedade de quem tem uma voz agradável. A origem da palavra remonta ao grego da junção de kallós, (belo) + phoné, (som). Na proposta pedagógica de Heitor Villa-Lobos, a califonia é uma das finalidades do canto orfeônico, junto à calirritmia e califasia.
Para entendermos o conceito de  califonia  é preciso identificarmos  a utilização destes conceitos em entre as décadas de 30 e 40 no Brasil.  Durante as décadas de 1930 e 1940 este termo foi empregado por Heitor Villa-Lobos em seu curso de Canto Orfeônico, porém isto não quer dizer que esta definição tenha sido criada pelo educador musical, já que este termo também era adotado em cursos de oratória e em estudos sobre os distúrbio da voz na área da saúde. Um exemplo desta utilização diversificada, é o Manual de califasia, califonia e calirritimia e a arte de dizer de Francisco da Silveira Bueno publicado pela primeira vez em 1933. Esta obra ainda serve de referência para estudos na área da saúde, como por exemplo a fonoaudiologia.  Heitor Villa-Lobos, como  outros profissionais, de diferentes campos do conhecimento, usufruiu desta definição, vista, em sua época, como um adjetivo que caracterizava uma prática que buscava primazia,  no qual era desenvolvida para o alcance dos objetivos específicos propostos por cada uma destas áreas.

## Villa-Lobos e o ensino da califonia
A década de 1930 foi palco de novas reformas nos componentes curriculares. Em  18 de abril de 1931, por meio do decreto n. 19.890, Getúlio Vargas, presidente da república,  torna o canto orfeônico c obrigatório nas escolas primeiras, secundárias e de formação profissional no Rio de Janeiro, Capital Federal naquela época. Um ano mais tarde,  em 1932, o Departamento de Educação, sobre a responsabilidade de  Anísio Teixeira, e com o apoio de Heitor Villa-Lobos, criam a Superintendência de Educação Musical e Artística (SEMA), cuja direção é dada ao músico. Este novo Órgão foi responsável pela organização do curso de Pedagogia da Música e do Canto Orfeônico. Estes cursos, que foram iniciados neste mesmo ano, se dividiam de 4 formas: Declamação rítmica e califasia, Curso de preparação ao canto orfeônico, Curso especializado do ensino de música e canto orfeônico e Prática orfeônica.
Dentre as estratégias pedagogias para o desenvolvimento da califonia, dois se destacam: o manosolfa e e recursos de registro escrito como o chamado melodia das montanhas.